# Thomas Pettersson (journalist)
Thomas Lennart Pettersson, född 5 december 1957 i Brattfors församling i Värmlands län, är en svensk lärare, författare och journalist. Han blev år 2018 omtalad för boken Den osannolika mördaren: Skandiamannen och mordet på Olof Palme, som belönades med en Guldspade.

## Biografi
Pettersson växte upp i Forshyttan i östra Värmland. Efter grundskolan gick han el- och teleteknisk linje på gymnasiet och fick jobb på Televerket där han arbetade med att sätta upp stolpar och dra ledningar. Han blev politiskt intresserad och engagerade sig på vänsterkanten. Han utbildade sig till ämneslärare och flyttade 1988 till Göteborg, där han undervisade i samhällskunskap, historia och religion på Samskolan.
Under tiden som lärare skrev han två böcker på sin fritid: en om arbetarrörelsens historia i Värmland, samt en jubileumsbok för Svenska friidrottsförbundet, tillsammans med idrottshistorikern Lennart K Persson.
40 år gammal gick han det ettåriga journalistprogrammet och har därefter huvudsakligen varit frilans. Han är (2020) redaktör för tidningen Kommunal Ekonomi, en tidning som läses av ekonomer i offentlig sektor och som bland annat handlar om investeringar, redovisningsprinciper och effektiviseringar.

### Palmemordet
År 2006 intervjuade Pettersson Leif G.W. Persson om hans bok "Mellan sommarens längtan och vinterns köld". Boken och intervjun med Persson väckte Petterssons intresse för Palme-mordet, och han inledde ett mångårigt arbete med att gräva i arkiv och sätta sig in i händelsen. År 2008 presenterade Pettersson tidigare opublicerade uppgifter om att Olof Palme runt 1950 lämnade uppgifter om svenska vänsteraktivister till USA, samt att det gjordes försök av CIA att värva Palme som agent.
Pettersson fortsatte sina efterforskningar, vilket ledde fram till att han 2018 publicerade boken Den osannolika mördaren: Skandiamannen och mordet på Olof Palme. Boken gav honom 2018 års Guldspade från Föreningen Grävande Journalister i kategorin "Magasin" med motiveringen "För att under tolv år ha grävt i försummat utredningsmaterial, intervjuat bortglömda vittnen och med nya uppgifter gjort Skandiamannen till ett viktigt spår för Palmemordsutredarna." I boken presenterar han sin teori att den så kallade "Skandiamannen", Stig Engström, var Olof Palmes mördare.
År 2021 gjordes tv-serien Den osannolika mördaren baserad på Petterssons bok.